# Les Bordes-sur-Arize
Pour les articles homonymes, voir Les Bordes.
Les Bordes-sur-Arize (Las Bòrdas) est une commune française, située dans le département de l'Ariège en région Occitanie.
Localisée dans le nord du département, la commune  fait partie, sur le plan historique et culturel, du Pédaguès, ou Podaguès, ancienne appellation remplacée au XXIe siècle par la dénomination géographique de Terrefort ariégeois, constitué des terreforts de Pamiers et de Saverdun, sur la rive gauche de l'Ariège. Exposée à un climat océanique altéré, elle est drainée par l' Arize, la  Dourne et par divers autres petits cours d'eau. Incluse dans le parc naturel régional des Pyrénées ariégeoises, la commune possède un patrimoine naturel remarquable composé de trois zones naturelles d'intérêt écologique, faunistique et floristique.
Les Bordes-sur-Arize est une commune rurale qui compte 472 habitants en 2022, après avoir connu un pic de population de 1 375 habitants en 1846. Ses habitants sont appelés les Bordéens ou Bordéennes.
Le patrimoine architectural de la commune comprend un immeuble protégé au titre des monuments historiques : le site des Salenques, inscrit en 2006.

## Géographie

### Localisation
- 1Carte dynamique
- 2Carte OpenStreetMap
- 3Carte topographique
- 4Carte avec les communes environnantes

La commune des Bordes-sur-Arize se trouve dans le département de l'Ariège, en région Occitanie.
Le territoire de la commune se trouve en Volvestre dans le parc naturel régional des Pyrénées ariégeoises en basse vallée de l'Arize et s'étend sur les deux rives de cette rivière.
Elle se situe à 25 km à vol d'oiseau de Foix, préfecture du département, à 23 km de Saint-Girons, sous-préfecture, et à 19 km de Lézat-sur-Lèze, bureau centralisateur du canton d'Arize-Lèze dont dépend la commune depuis 2015 pour les élections départementales.
La commune fait en outre partie du bassin de vie de Pamiers.
Les communes les plus proches sont : 
Sabarat (1,6 km), Le Mas-d'Azil (2,8 km), Castéras (3,6 km), Campagne-sur-Arize (3,6 km), Lanoux (4,8 km), Gabre (5,1 km), Carla-Bayle (5,4 km), Pailhès (5,9 km).
Sur le plan historique et culturel, Les Bordes-sur-Arize fait partie du Pédaguès, ou Podaguès, ancienne appellation remplacée au XXIe siècle par la dénomination géographique de Terrefort ariégeois, constitué des terreforts de Pamiers et de Saverdun, sur la rive gauche de l'Ariège.
Les Bordes-sur-Arize est limitrophe de cinq autres communes.
Les communes limitrophes sont  Campagne-sur-Arize, Carla-Bayle, Castéras, Le Mas-d'Azil et Sabarat.
|                    | Carla-Bayle          | Castéras |
| Campagne-sur-Arize | des Bordes-sur-Arize | Sabarat  |
|                    | Le Mas-d'Azil        |          |

### Géologie et relief
La commune est située dans le Bassin aquitain, le deuxième plus grand bassin sédimentaire de la France après le Bassin parisien, certaines parties étant recouvertes par des formations superficielles. Les terrains affleurants sur le territoire communal sont constitués de roches sédimentaires datant du Cénozoïque, l'ère géologique la plus récente sur l'échelle des temps géologiques, débutant il y a 66 millions d'années. La structure détaillée des couches affleurantes est décrite dans la feuille « n°1056 - Le Mas d'Azil » de la carte géologique harmonisée au 1/50 000ème du département de l'Ariège, et sa notice associée.
La superficie cadastrale de la commune publiée par l’Insee, qui sert de références dans toutes les statistiques, est de 12,68 km2,. La superficie géographique, issue de la BD Topo, composante du Référentiel à grande échelle produit par l'IGN, est quant à elle de 12,88 km2. Son relief est relativement accidenté puisque la dénivelée maximale atteint 252 mètres. L'altitude du territoire varie entre 256 m et 508 m.
Sur la rive gauche de l'Arize, au sud, se trouvent le vieux village des Bordes, les hameaux de Lagremounal (l'Agremonal) et des Bourretx lLes Borrets) ainsi que la crête de la Caire qui prolonge la chaîne du Plantaurel. Sur la rive droite, au nord, se trouvent la partie la plus récente du village des Bordes, les hameaux de Rebaillou (Rebalhon), des Manses (Las Manses), l'ancienne abbaye des Salenques et les coteaux du Terrefort.

### Hydrographie

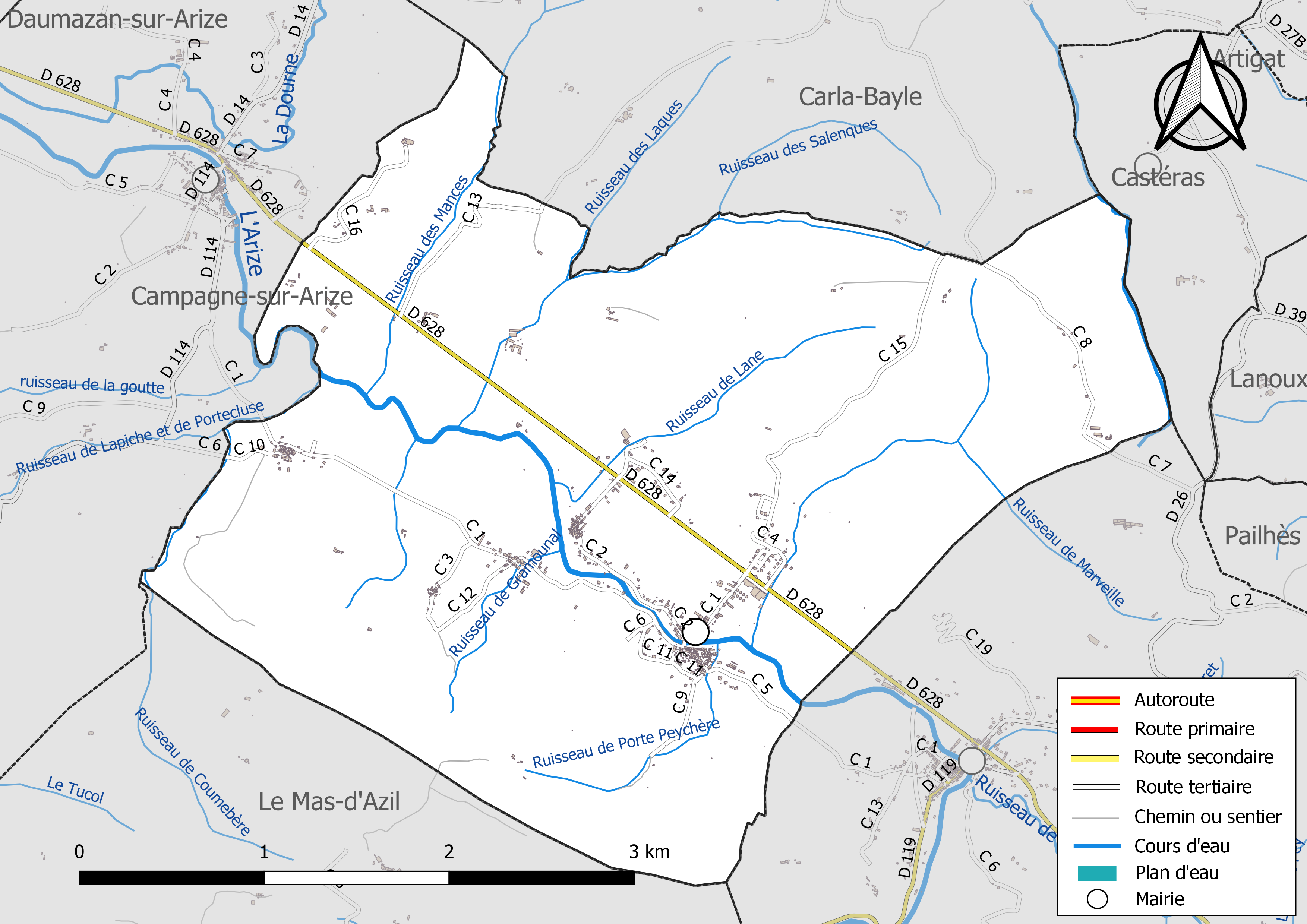
Réseaux hydrographique et routier des Les Bordes-sur-Arize.

La commune est dans le bassin versant de la Garonne, au sein du bassin hydrographique Adour-Garonne. Elle est drainée par l'Arize, la Dourne, le ruisseau de Coumebère, le ruisseau de Gramounal, le ruisseau de Lane, le ruisseau de Lapiche et de Portecluse, le ruisseau de Marveille, le ruisseau de Porte Peychère, le ruisseau des Laques, le ruisseau des Mances, le ruisseau des Salenques et par divers petits cours d'eau, constituant un réseau hydrographique de 20 km de longueur totale,.
L'Arize, d'une longueur totale de 83,78 km, prend sa source dans la commune de Sentenac-de-Sérou et s'écoule du sud vers le nord. Elle traverse la commune et se jette dans la Garonne à Carbonne, après avoir traversé 20 communes.
La Dourne, d'une longueur totale de 12,1 km, prend sa source dans la commune de Sabarat et s'écoule du sud vers le nord puis d'est en ouest. Elle traverse la commune et se jette dans l'Arize à Campagne-sur-Arize, après avoir traversé 5 communes.

### Climat
Pour des articles plus généraux, voir Climat de l'Occitanie et Climat de l'Ariège.
En 2010, le climat de la commune est de type climat océanique altéré, selon une étude s'appuyant sur une série de données couvrant la période 1971-2000. En 2020, Météo-France publie une typologie des climats de la France métropolitaine dans laquelle la commune est exposée à un climat de montagne et est dans la région climatique Pyrénées centrales, caractérisée par une pluviométrie annuelle de 1 000 à 1 200 mm.
Pour la période 1971-2000, la température annuelle moyenne est de 12,6 °C, avec une amplitude thermique annuelle de 15,3 °C. Le cumul annuel moyen de précipitations est de 764 mm, avec 9,7 jours de précipitations en janvier et 5,8 jours en juillet. Pour la période 1991-2020, la température moyenne annuelle observée sur la station météorologique la plus proche, située sur la commune de La Bastide-de-Sérou à 11 km à vol d'oiseau, est de 11,9 °C et le cumul annuel moyen de précipitations est de 1 091,0 mm,. Pour l'avenir, les paramètres climatiques de la commune estimés pour 2050 selon différents scénarios d'émission de gaz à effet de serre sont consultables sur un site dédié publié par Météo-France en novembre 2022.

### Milieux naturels et biodiversité

#### Espaces protégés
La protection réglementaire est le mode d’intervention le plus fort pour préserver des espaces naturels remarquables et leur biodiversité associée,.
La commune fait partie du parc naturel régional des Pyrénées ariégeoises, créé en 2009 et d'une superficie de 245 973 ha, qui s'étend sur 138 communes du département. Ce territoire unit les plus hauts sommets aux frontières de l’Andorre et de l’Espagne (la Pique d’Estats, le mont Valier, etc) et les plus hautes vallées des avants-monts, jusqu’aux plissements du Plantaurel.

#### Zones naturelles d'intérêt écologique, faunistique et floristique
L’inventaire des zones naturelles d'intérêt écologique, faunistique et floristique (ZNIEFF) a pour objectif de réaliser une couverture des zones les plus intéressantes sur le plan écologique, essentiellement dans la perspective d’améliorer la connaissance du patrimoine naturel national et de fournir aux différents décideurs un outil d’aide à la prise en compte de l’environnement dans l’aménagement du territoire.
Deux ZNIEFF de type 1 sont recensées sur la commune :
l'« Arize et affluents en aval de Cadarcet » (379 ha), couvrant 21 communes dont 18 dans l'Ariège et 3 dans la Haute-Garonne, et 
« Le Plantaurel occidental » (5 042 ha), couvrant 10 communes dont 8 dans l'Ariège et 2 dans la Haute-Garonne
et une ZNIEFF de type 2, : 
« le Plantaurel » (42 116 ha), couvrant 72 communes dont 68 dans l'Ariège, 2 dans l'Aude et 2 dans la Haute-Garonne.

Carte des ZNIEFF de type 1 et 2 aux Bordes-sur-Arize.
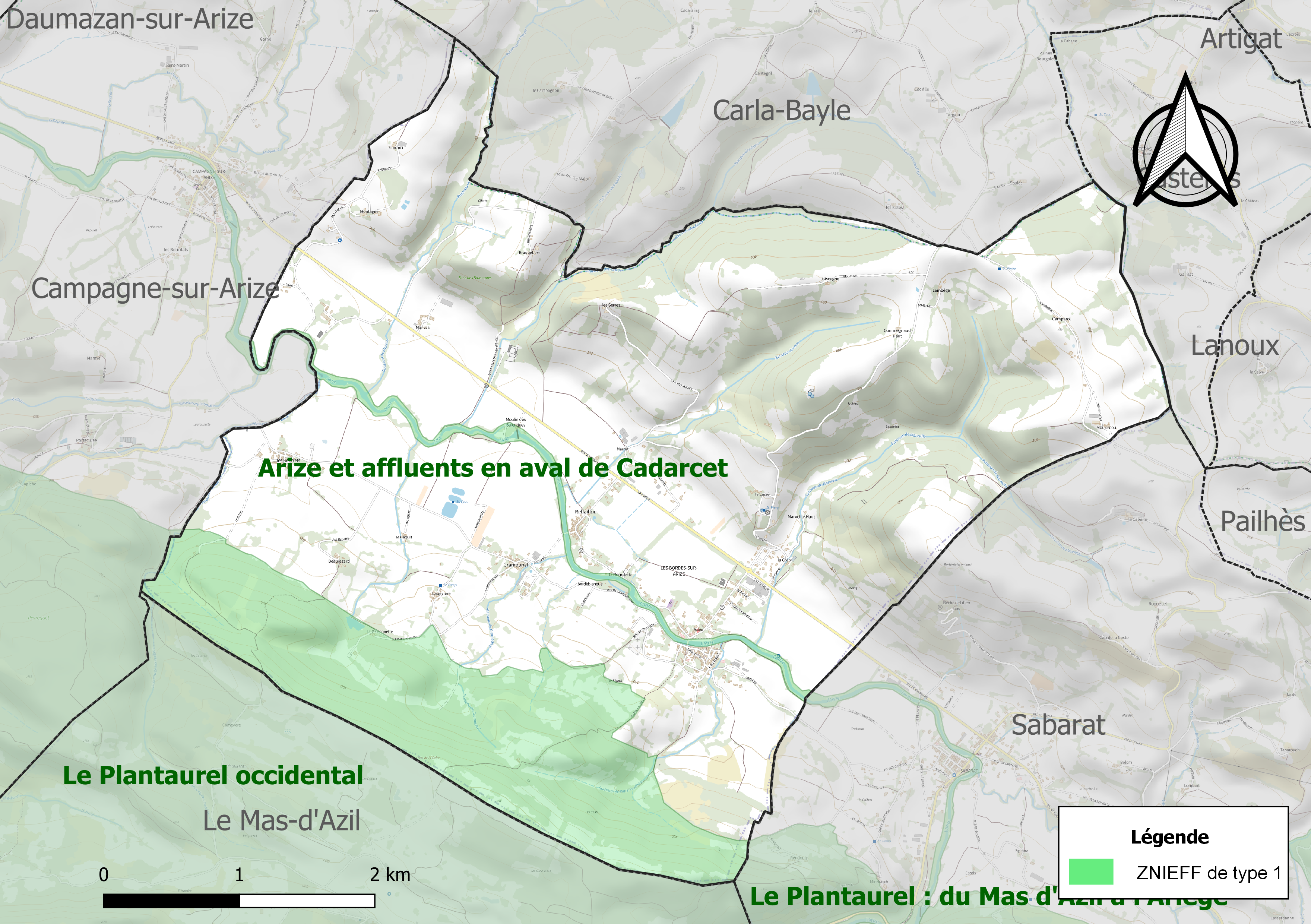
Carte des ZNIEFF de type 1 sur la commune.
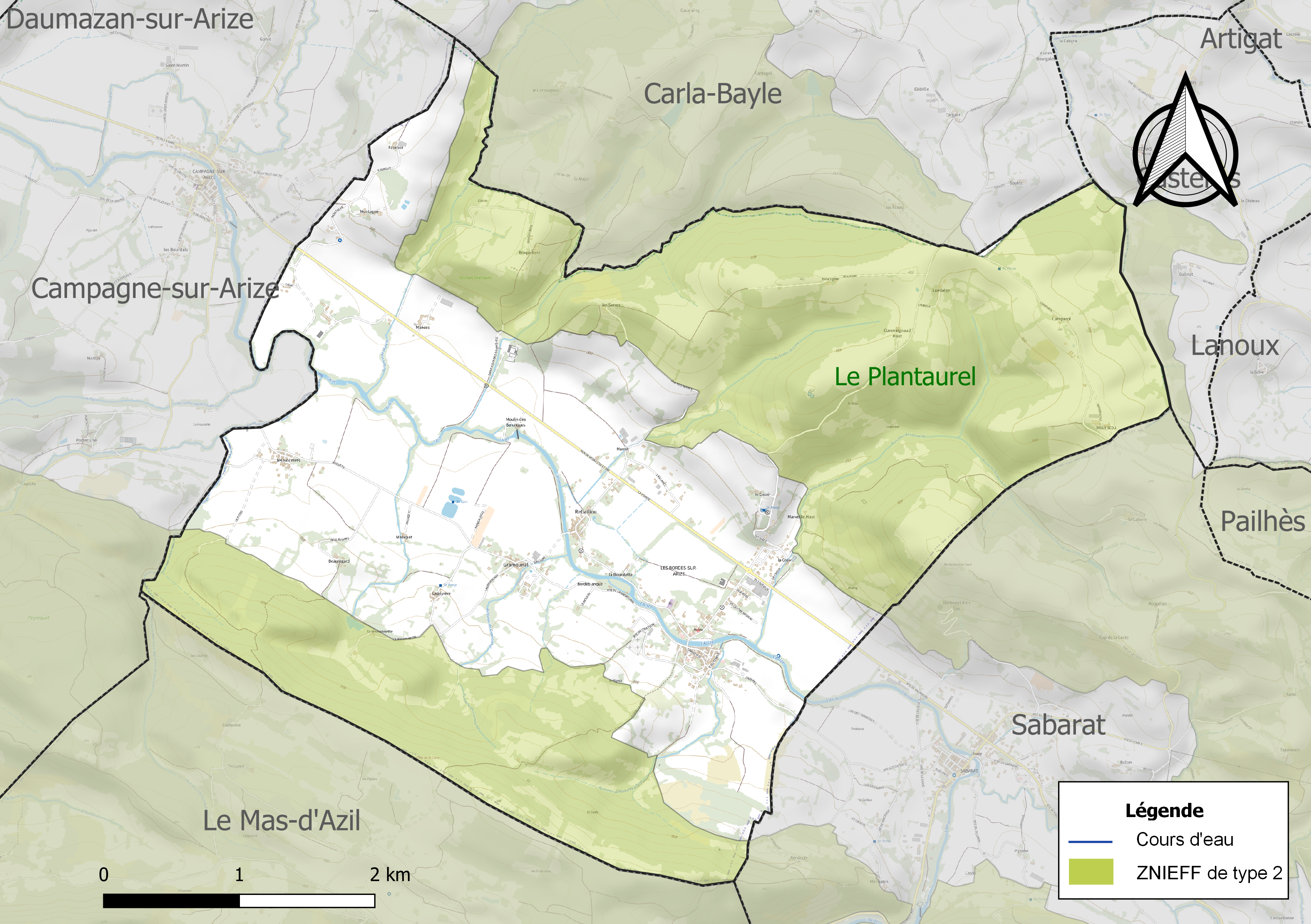
Carte de la ZNIEFF de type 2 sur la commune.

## Urbanisme

### Typologie
Au 1er janvier 2024, Les Bordes-sur-Arize est catégorisée commune rurale à habitat dispersé, selon la nouvelle grille communale de densité à 7 niveaux définie par l'Insee en 2022.
Elle est située hors unité urbaine et hors attraction des villes,.

### Occupation des sols

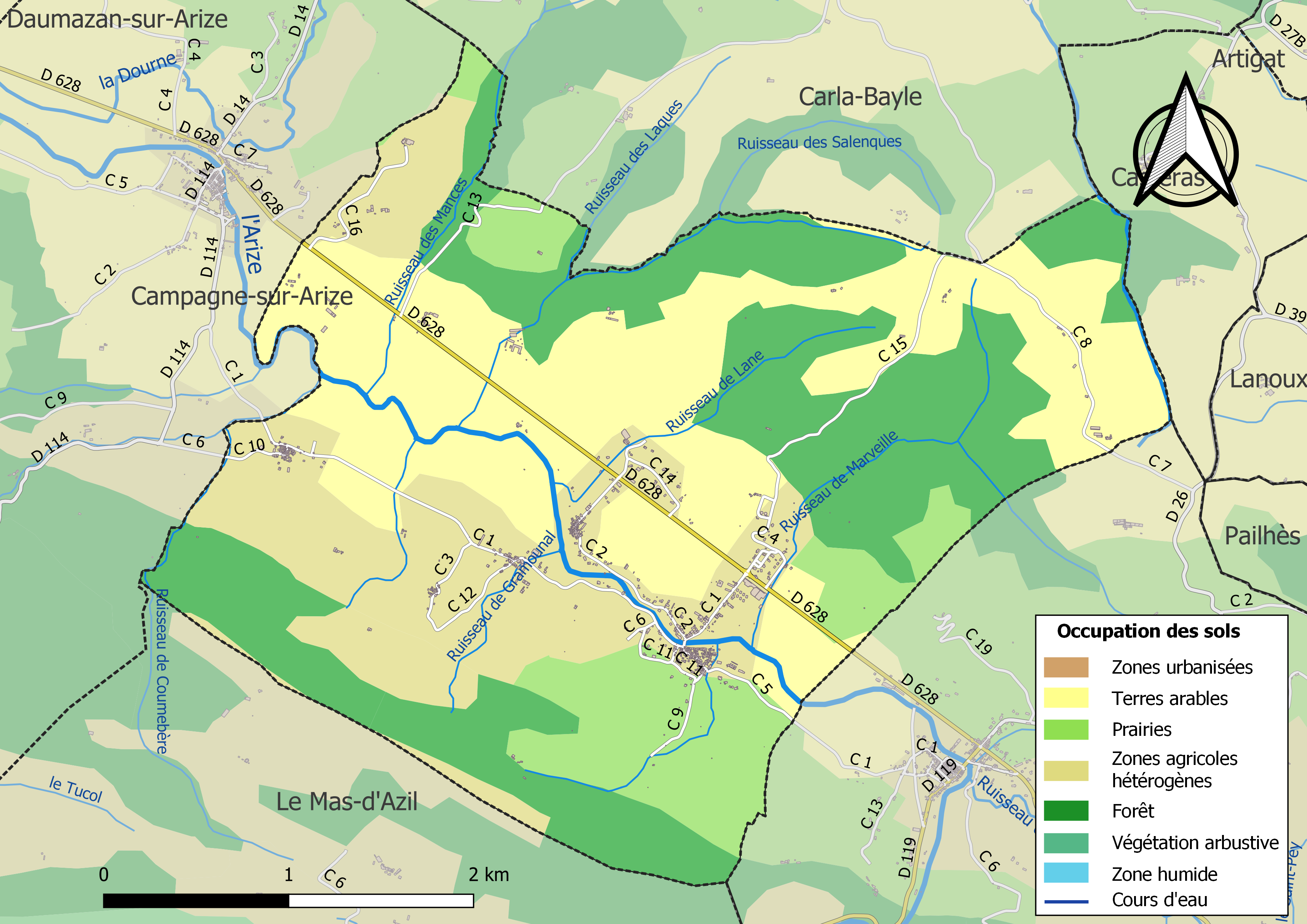
Carte des infrastructures et de l'occupation des sols de la commune en 2018 (CLC).

L'occupation des sols de la commune, telle qu'elle ressort de la base de données européenne d’occupation biophysique des sols Corine Land Cover (CLC), est marquée par l'importance des territoires agricoles (70,1 % en 2018), une proportion sensiblement équivalente à celle de 1990 (69,4 %). La répartition détaillée en 2018 est la suivante : 
terres arables (33,4 %), forêts (29,9 %), zones agricoles hétérogènes (24,8 %), prairies (11,9 %). L'évolution de l’occupation des sols de la commune et de ses infrastructures peut être observée sur les différentes représentations cartographiques du territoire : la carte de Cassini (XVIIIe siècle), la carte d'état-major (1820-1866) et les cartes ou photos aériennes de l'IGN pour la période actuelle (1950 à aujourd'hui).

### Habitat et logement
En 2018, le nombre total de logements dans la commune était de 388, alors qu'il était de 367 en 2013 et de 354 en 2008.
Parmi ces logements, 70,7 % étaient des résidences principales, 18,8 % des résidences secondaires et 10,6 % des logements vacants. Ces logements étaient pour 95 % d'entre eux des maisons individuelles et pour 3,7 % des appartements.
Le tableau ci-dessous présente la typologie des logements aux Les Bordes-sur-Arize en 2018 en comparaison avec celle de l'Ariège et de la France entière. Une caractéristique marquante du parc de logements est ainsi une proportion de résidences secondaires et logements occasionnels (18,8 %) inférieure à celle du département (24,6 %) mais supérieure à celle de la France entière (9,7 %). Concernant le statut d'occupation de ces logements, 61,8 % des habitants de la commune sont propriétaires de leur logement (66,1 % en 2013), contre 66,3 % pour l'Ariège et 57,5 % pour la France entière.
| Typologie                                               | Les Bordes-sur-Arize | Ariège | France entière |
| ------------------------------------------------------- | -------------------- | ------ | -------------- |
| Résidences principales (en %)                           | 70,7                 | 65,7   | 82,1           |
| Résidences secondaires et logements occasionnels (en %) | 18,8                 | 24,6   | 9,7            |
| Logements vacants (en %)                                | 10,6                 | 9,7    | 8,2            |

### Voies de communication et transports
Accès par la D 628 ancienne route nationale 628.

### Risques majeurs

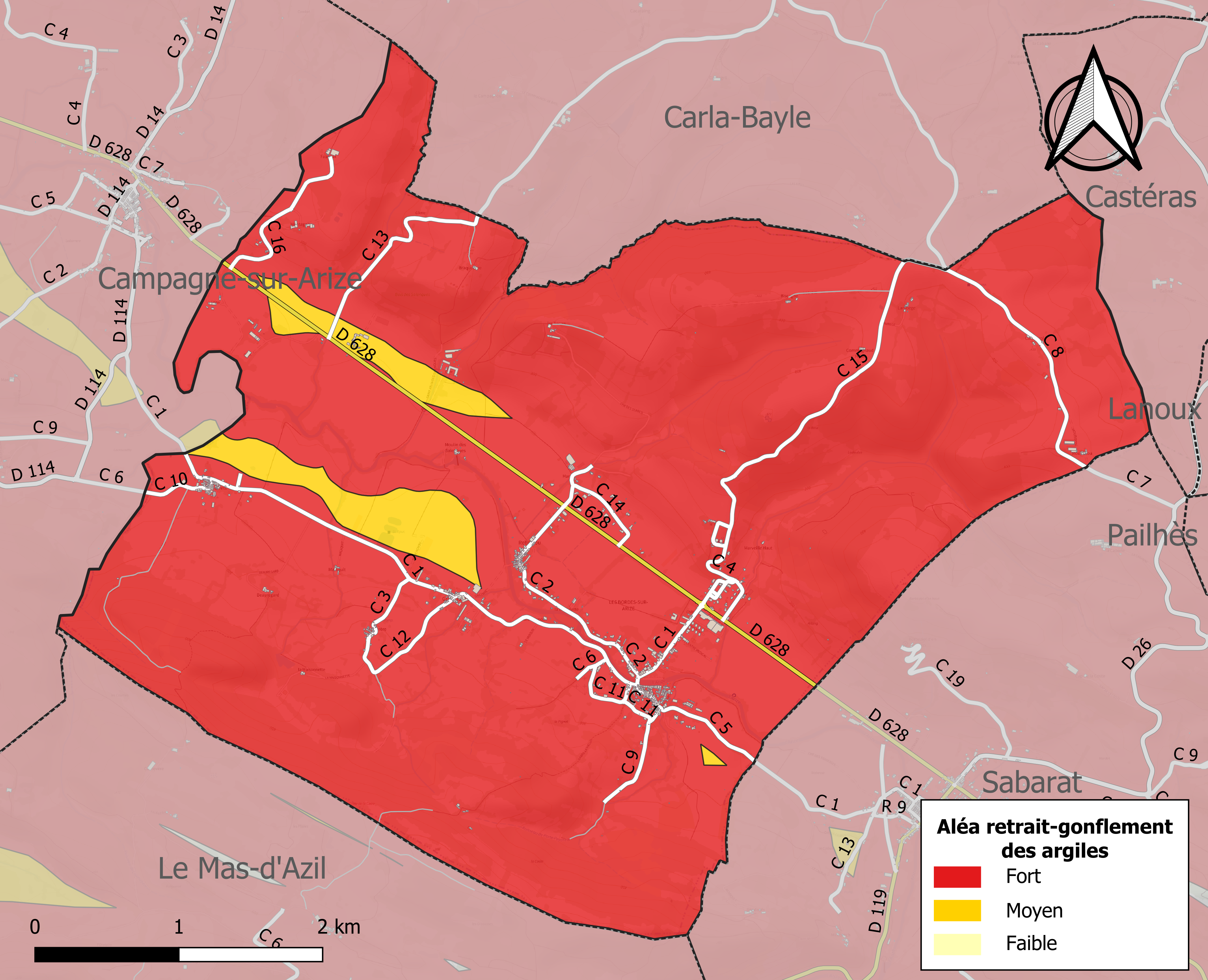
Zonage de l'aléa retrait-gonflement des argiles sur la commune des Bordes-sur-Arize.

Le territoire de la commune des Bordes-sur-Arize est vulnérable à différents aléas naturels : inondations, climatiques (grand froid ou canicule), feux de forêts, mouvements de terrains et séisme (sismicité faible),.
Certaines parties du territoire communal sont susceptibles d’être affectées par le risque d’inondation par crue torrentielle d'un cours d'eau, l'Arize, ou ruissellement d'un versant. L’épisode de crue le plus marquant dans le département reste sans doute celui de 1875. Parmi les inondations marquantes plus récentes concernant l'Arize figurent les crues de 1977, de 1992, de 1993, de 2000 et de 2007.
Les mouvements de terrains susceptibles de se produire sur la commune sont soit des chutes de blocs, soit des glissements de terrains, soit des mouvements liés au retrait-gonflement des argiles. Près de 50 % de la superficie du département est concernée par l'aléa retrait-gonflement des argiles, dont la commune des Bordes-sur-Arize. L'inventaire national des cavités souterraines permet par ailleurs de localiser celles situées sur la commune.
Ces risques naturels sont pris en compte dans l'aménagement du territoire de la commune par le biais d'un plan de prévention des risques (PPR) inondation et mouvement de terrain approuvé le 30 juin 2003.

## Toponymie
Borde « cabane, maisonnette, métairie » est un mot d’origine germanique (francique bort « planche », d’où borda « cabane » en latin tardif), désignant d’abord la maison isolée, puis des hameaux.

## Histoire
Au Moyen Âge, Las Bòrdas fait partie du comté de Foix et de la châtellenie de Camarade. Ses deux seigneurs sont le comte de Foix et son cousin de Foix-Rabat. La cité est gouvernée par quatre consuls élus par la population. En 1574, Las Bòrdas passe au protestantisme, douze ans après les cités voisines du Mas d'Azil, du Carla et de Sabarat.
En 1353, Gaston Fébus fait construire sur la paroisse de Saint-Félix des Salenques une abbaye cistercienne de femmes d'abord prestigieuse puis déclinante et enfin pillée et brûlée par les Huguenots durant les guerres de Religion. En diverses occasions difficiles, les religieuses quittèrent les lieux au profit du château de Pailhès, de Montesquieu-Volvestre, de Foix et enfin de Toulouse (rue des Salenques) avant que la Révolution mette définitivement fin à l'existence de l'abbaye.
En 1626, la cité est brûlée lors du passage des troupes du roi qui viennent assiéger le Mas d'Azil.
La ligne de Carbonne au Mas-d'Azil dite le Tacot du Volvestre a desservi la commune de 1911 à 1938.

## Politique et administration

### Découpage territorial
La commune des Bordes-sur-Arize est membre de la communauté de communes Arize Lèze, un établissement public de coopération intercommunale (EPCI) à fiscalité propre créé le 30 octobre 2016 dont le siège est à Le Fossat. Ce dernier est par ailleurs membre d'autres groupements intercommunaux.
Sur le plan administratif, elle est rattachée à l'arrondissement de Saint-Girons, au département de l'Ariège, en tant que circonscription administrative de l'État, et à la région Occitanie.
Sur le plan électoral, elle dépend du canton d'Arize-Lèze pour l'élection des conseillers départementaux, depuis le redécoupage cantonal de 2014 entré en vigueur en 2015, et de la deuxième circonscription de l'Ariège  pour les élections législatives, depuis le redécoupage électoral de 1986.

### Administration municipale
Le nombre d'habitants au recensement de 2011 étant compris entre 500 et 1 499 habitants, le nombre de membres du conseil municipal pour l'élection de 2014 est de quinze,.

### Liste des maires
| Période                                  | Période   | Identité                     | Étiquette | Qualité               |
| ---------------------------------------- | --------- | ---------------------------- | --------- | --------------------- |
| mars 1977                                | mars 2014 | Léon Loubet                  | DVG       | Chef d'entreprise PME |
| mars 2014                                | mai 2020  | Gilles de Saint Blanquat (d) |           | Retraité              |
| mai 2020                                 | en cours  | Frédéric Camps (d)           |           | Artisan               |
| Les données manquantes sont à compléter. |           |                              |           |                       |

## Population et société

### Démographie
L'évolution du nombre d'habitants est connue à travers les recensements de la population effectués dans la commune depuis 1793. Pour les communes de moins de 10 000 habitants, une enquête de recensement portant sur toute la population est réalisée tous les cinq ans, les populations de référence des années intermédiaires étant quant à elles estimées par interpolation ou extrapolation. Pour la commune, le premier recensement exhaustif entrant dans le cadre du nouveau dispositif a été réalisé en 2005.

En 2022, la commune comptait 472 habitants, en évolution de −7,63 % par rapport à 2016 (Ariège : +1,48 %, France hors Mayotte : +2,11 %).
| 1793  | 1800 | 1806  | 1821  | 1831  | 1836  | 1841  | 1846  | 1851  |
| ----- | ---- | ----- | ----- | ----- | ----- | ----- | ----- | ----- |
| 1 185 | 912  | 1 221 | 1 270 | 1 299 | 1 331 | 1 331 | 1 375 | 1 357 |

| 1856  | 1861  | 1866  | 1872  | 1876  | 1881  | 1886  | 1891  | 1896  |
| ----- | ----- | ----- | ----- | ----- | ----- | ----- | ----- | ----- |
| 1 299 | 1 290 | 1 198 | 1 182 | 1 155 | 1 142 | 1 155 | 1 117 | 1 056 |

| 1901 | 1906 | 1911 | 1921 | 1926 | 1931 | 1936 | 1946 | 1954 |
| ---- | ---- | ---- | ---- | ---- | ---- | ---- | ---- | ---- |
| 913  | 856  | 814  | 693  | 636  | 579  | 551  | 496  | 467  |

| 1962 | 1968 | 1975 | 1982 | 1990 | 1999 | 2005 | 2006 | 2010 |
| ---- | ---- | ---- | ---- | ---- | ---- | ---- | ---- | ---- |
| 454  | 406  | 378  | 386  | 446  | 513  | 536  | 547  | 517  |

| 2015 | 2020 | 2022 | - | - | - | - | - | - |
| ---- | ---- | ---- | - | - | - | - | - | - |
| 511  | 499  | 472  | - | - | - | - | - | - |

| selon la population municipale des années : | 1968 | 1975 | 1982 | 1990 | 1999 | 2006 | 2009 | 2013 |
| Rang de la commune dans le département      | 71   | 86   | 74   | 62   | 56   | 58   | 66   | 66   |
| Nombre de communes du département           | 340  | 328  | 330  | 332  | 332  | 332  | 332  | 332  |

### Enseignement
Les Bordes-sur-Arize fait partie de l'académie de Toulouse.

### Activités sportives
Chasse, pétanque,

### Écologie et recyclage
Le centre expérimental de la récupération et du réemploi est une ressourcerie.
La collecte et le traitement des déchets des ménages et des déchets assimilés ainsi que la protection et la mise en valeur de l'environnement se font dans le cadre de la communauté de communes de l'Arize.

## Économie

### Revenus
En 2018, la commune compte 247 ménages fiscaux, regroupant 472 personnes. La médiane du revenu disponible par unité de consommation est de 18 200 € (19 820 € dans le département).

### Emploi
| Division       | 2008  | 2013   | 2018   |
| -------------- | ----- | ------ | ------ |
| Commune        | 9,3 % | 16,3 % | 15 %   |
| Département    | 8,9 % | 11,1 % | 11,2 % |
| France entière | 8,3 % | 10 %   | 10 %   |

En 2018, la population âgée de 15 à 64 ans s'élève à 301 personnes, parmi lesquelles on compte 71 % d'actifs (56 % ayant un emploi et 15 % de chômeurs) et 29 % d'inactifs,. Depuis 2008, le taux de chômage communal (au sens du recensement) des 15-64 ans est supérieur à celui de la France et du département.
La commune est hors attraction des villes,. Elle compte 167 emplois en 2018, contre 133 en 2013 et 166 en 2008. Le nombre d'actifs ayant un emploi résidant dans la commune est de 171, soit un indicateur de concentration d'emploi de 97,7 % et un taux d'activité parmi les 15 ans ou plus de 49,6 %.
Sur ces 171 actifs de 15 ans ou plus ayant un emploi, 64 travaillent dans la commune, soit 37 % des habitants. Pour se rendre au travail, 85,6 % des habitants utilisent un véhicule personnel ou de fonction à quatre roues, 0,6 % les transports en commun, 9,6 % s'y rendent en deux-roues, à vélo ou à pied et 4,2 % n'ont pas besoin de transport (travail au domicile).

### Activités hors agriculture
65 établissements sont implantés  aux Bordes-sur-Arize au 31 décembre 2019. Le tableau ci-dessous en détaille le nombre par secteur d'activité et compare les ratios avec ceux du département,.
| Secteur d'activité                                                                                        | Commune | Commune | Département |
| Secteur d'activité                                                                                        | Nombre  | %       | %           |
| --- | ------- | ------- | ----------- |
| Ensemble                                                                                                  | 65      | 100 %   | (100 %)     |
| Industrie manufacturière, industries extractives et autres                                                | 14      | 21,5 %  | (12,9 %)    |
| Construction                                                                                              | 5       | 7,7 %   | (14,2 %)    |
| Commerce de gros et de détail, transports, hébergement et restauration                                    | 8       | 12,3 %  | (27,5 %)    |
| Information et communication                                                                              | 1       | 1,5 %   | (1,8 %)     |
| Activités financières et d'assurance                                                                      | 1       | 1,5 %   | (2,8 %)     |
| Activités immobilières                                                                                    | 3       | 4,6 %   | (4,2 %)     |
| Activités spécialisées, scientifiques et techniques et activités de services administratifs et de soutien | 10      | 15,4 %  | (13,2 %)    |
| Administration publique, enseignement, santé humaine et action sociale                                    | 19      | 29,2 %  | (14,4 %)    |
| Autres activités de services                                                                              | 4       | 6,2 %   | (8,8 %)     |

Le secteur de l'administration publique, l'enseignement, la santé humaine et l'action sociale est prépondérant sur la commune puisqu'il représente 29,2 % du nombre total d'établissements de la commune (19 sur les 65 entreprises implantées  aux Les Bordes-sur-Arize), contre 14,4 % au niveau départemental.

### Agriculture
|                                   | 1988 | 2000 | 2010 |
| --------------------------------- | ---- | ---- | ---- |
| Exploitations                     | 15   | 10   | 6    |
| Superficie agricole utilisée (ha) | 326  | 129  | 120  |

La commune fait partie de la petite région agricole dénommée « Coteaux de l'Ariège ». En 2010, l'orientation technico-économique de l'agriculture  sur la commune est la polyculture et le polyélevage. Six exploitations agricoles ayant leur siège dans la commune sont dénombrées lors du recensement agricole de 2010 (douze en 1988). La superficie agricole utilisée est de 120 ha.

## Culture locale et patrimoine

### Lieux et monuments
- Vieux village des Bordes avec sa façade sur l'Arize.
- Église catholique Saint-Jacques.
- Temple protestant (bâti avant la Révolution).
- Site des Salenques inscrit au titre des monuments historiques depuis 2006[63].
- Château de Marveille, acquis le 30 août 1582 par Arnaud Dumas.
- Château de Ligny, datant de la seconde moitié du XVIIIe siècle.

### Personnalités liées à la commune
- Napoléon Peyrat (1809-1881), pasteur, poète et historien
- Fernand Icres (1856-1888), écrivain et poète né au village.

### Héraldique
| Blason de Bordes-sur-Arize (Les) | Blason  | Parti : au 1er d'azur à un château crénelé, donjonné d'argent et soutenu d'une rivière ondée d'or, au 2e de gueules à deux gerbes de blé d'or soutenues d'une grappe de raisin d'argent, au chef tiercé en pal, au 1er de gueules à une coquille Saint-Jacques d'or, au 2e d'or à trois pals de gueules et quatre otelles d'argent adossées et posées en sautoir brochant sur le tout, au 3e d'azur à une croix d'or à huit pointes pommelées, soutenue d'une colombe au vol étendu, la tête vers la pointe, du même (croix huguenote). |
| Blason de Bordes-sur-Arize (Les) | Détails | Le statut officiel du blason reste à déterminer. |

## Pour approfondir